# Бенарес (княжество)

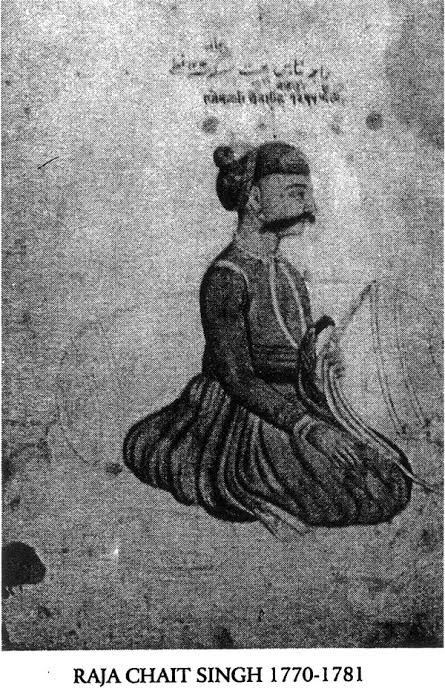
Раджа Чет Сингх из штата Бенарес

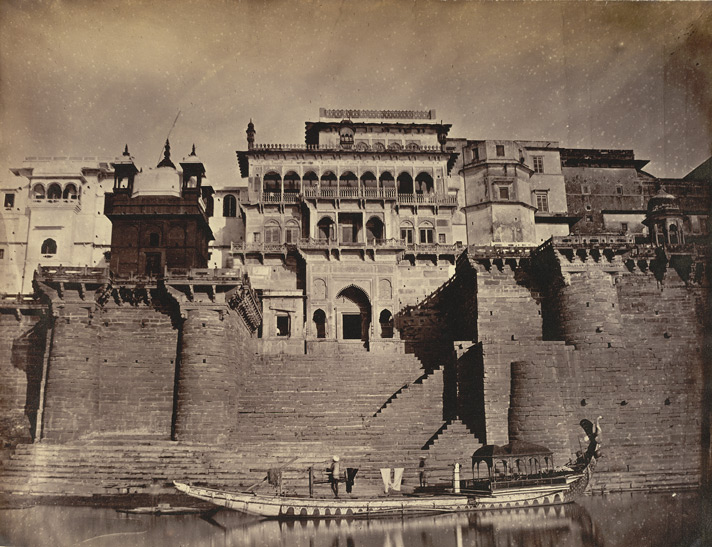
Дворец Махараджи Рамнагар

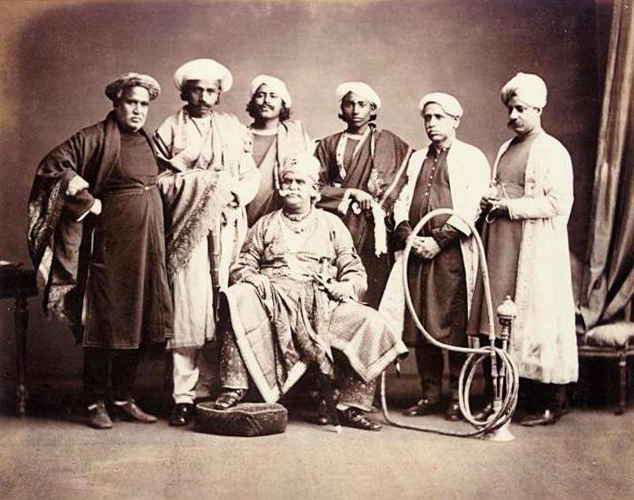
Махараджа Бенареса со своими придворными в 1870-х годах.

Княжество Бенарес или Банарас (хинди बनारस रियासत) — туземное княжество на территории современной Индии во времена британского владычества. Существовало до 15 октября 1948 года, когда последний правитель подписал соглашение о присоединении к Индийскому союзу.
Государство было основано местным заминдаром, Раджой Балвантом Сингхом, который принял титул «Раджа Бенареса» в середине XVIII века, воспользовавшись распадом Империи Великих Моголов. Его потомки правили окрестностями Бенареса как вассалы наваба Ауда и Британской Ост-Индской компании. В 1910 году Бенарес стал полноправным княжеством Британской Индии. Княжество было включено в составе Индийского союза после обретения Индией независимости в 1947 году, но даже сегодня Каши Нареш (титульный правитель) глубоко почитается народом Варанаси. Он — религиозный лидер, и жители Варанаси считают его воплощением бога Шивы. Он также является главным культурным покровителем и неотъемлемой частью всех религиозных праздников. Правящая семья заявляет о своем происхождении от Бога Шивы и получает огромную выгоду от паломничества в Бенарес.

## История

### Княжеское государство

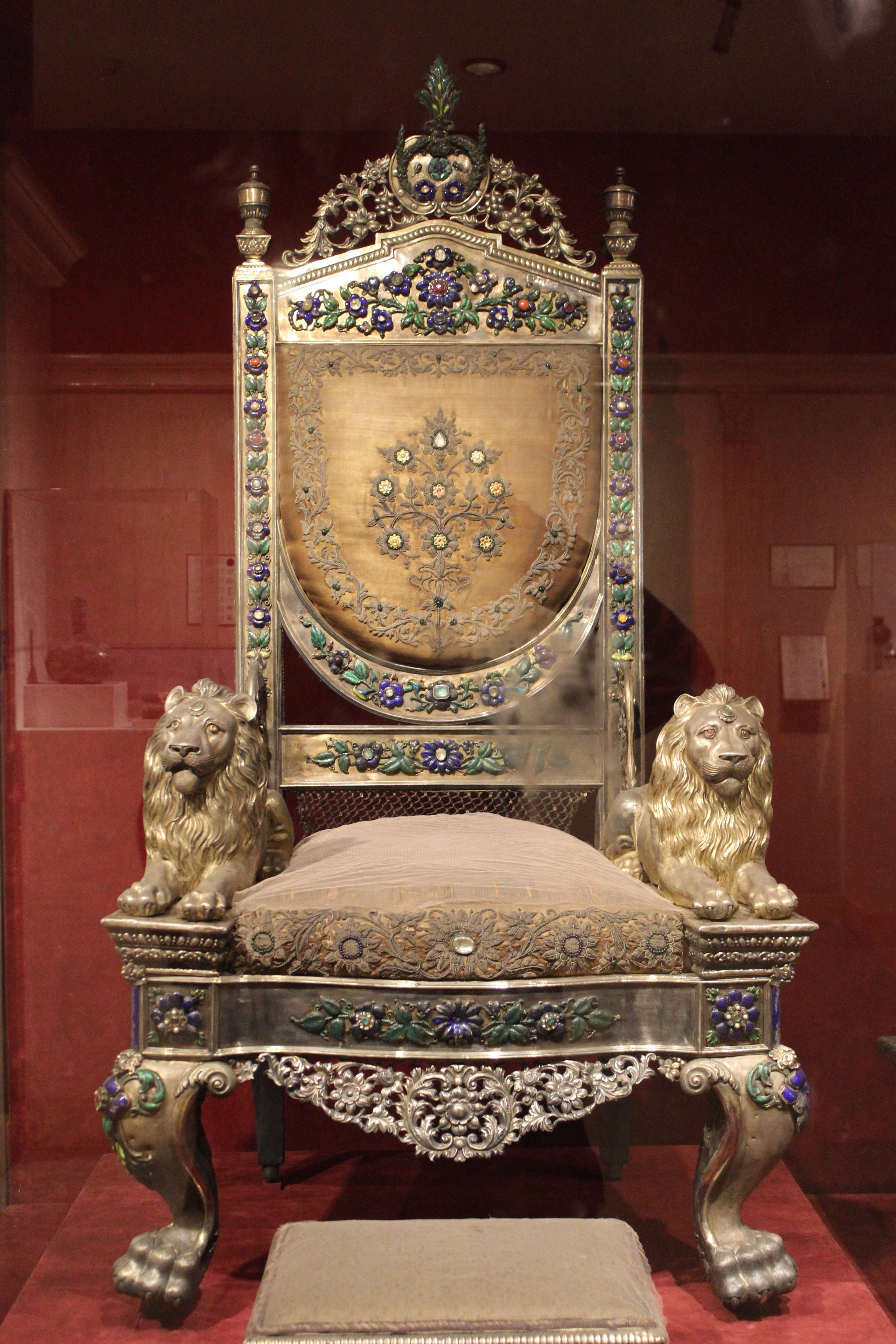
Трон Раджи Бенараса, в Национальном музее, Дели.

Первыми правителями позднего княжеского государства Бенарес были заминдары провинции Ауд (Авад) Империи Великих Моголов. Большая часть территории, ныне известной как Варанаси, была приобретена Мансой Рамом, заминдаром из Утарии. Балвант Сингх, правитель Утарии в 1737 году, получил от императора Великих Моголов Мухаммад-шаха джагиры Джаунпур (за исключением Баяласи, которым независимо правил заминдар из Пуренва), Варанаси и Чунар. Также ему принадлежали Чандаули, Гьянпур, Чакия, Латифшах, Мирзапур, Нандешвар и Виндхьячал. С падение Империи Великих Моголов бхумихары под руководством Каши Нареш укрепили свое влияние в районе к югу от Авадха и в плодородных рисовых районах Бенареса, Джаунпура, Горакхпура, Басти, Деориа, Азамгарха, Гхазипура, Бихаре и окраинах Бенгалии. После ослабления сюзеренитета Великих Моголов заминдар Бенареса Балвант Сингх из династии Нараян вернул себе контроль над территориями и объявил себя махараджей Бенареса в 1740 году . Сильная клановая организация, на которую опиралась династия Нараян, принесла успех менее известным индуистским князьям. Под контролем династии Нараян перешли районы Бенареса, Горакхпура и Азамгарха с населением 100 000 человек. Это оказалось решающим преимуществом, когда династия столкнулась с соперником и номинальным сюзереном, навабом Ауда, в 1750-х и 1760-х годах . Изнурительная партизанская война, которую правитель Бенареса вел против наваба Ауда, используя свои войска, вынудила последнего отвести свои основные силы. В конце концов, регион в 1775 году наваб Ауда уступил Бенарес Британской Ост-Индской компании. Раджа Бенареса получил титул махараджи в 1911 году. Ему была дана привилегия салюта из 13 орудий.

## История Рамнагара
Жилой дворец Нареш — это Форт Рамнагар в Рамнагаре близ Варанаси, который находится рядом с рекой Ганг. Форт Рамнагар был построен раджой Балвантом Сингхом из сливочного чунарного песчаника в восемнадцатом веке. Это типично могольский стиль архитектуры с резными балконами, открытыми дворами и живописными павильонами.
Каши Нареш пожертвовал более 1300 акров земли (5,3 км2) на окраине города для строительства кампуса индуистского университета Банарас.
28 января 1983 года храм Каши Вишванатх был захвачен правительством штата Уттар-Прадеш, и его управление было передано в доверительное управление с покойным Вибхути Нараяном Сингхом, тогдашним президентом Каши Нареш, и исполнительным комитетом с дивизионным комиссаром в качестве председателя.

### Рам Лила в Рамнагаре
Когда празднества в Дуссехре начинаются с красочного зрелища, Каши Нареш едет на слоне во главе процессии. Затем, блистая шелком и парчой, он открывает месячный народный театр Рамлилы в Рамнагаре.
Рамлила — это цикл пьес, в которых рассказывается эпическая история бога Рамы, изложенная в Рамчаритманасе, версии Рамаяны, написанной Тулсидасом. Пьесы, спонсируемые махараджей, исполняются в Рамнагаре каждый вечер в течение 31 дня. В последний день празднества достигают крещендо, когда рама побеждает короля демонов Равану. Махараджа Удит Нараян Сингх положил начало этой традиции постановки Рамлилы в Рамнагаре в середине девятнадцатого века.
Более миллиона паломников ежегодно прибывают на обширные шествия и представления, организованные Каши Нареш.

## География
С 1737 года государство включало большую часть современных районов Бхадохи, Чандаули, Джаунпур, Мирзапур, Сонбхадра и Варанаси, включая город Варанаси. Балвант Сингх изгнал Фазла Али из Гхазипура и Баллии и присоединил их к своим владениям.
Между 1775 и 1795 годами британцы постепенно взяли на себя управление большей частью княжества, оставив радже непосредственно управлять двумя отдельными районами — восточной частью, соответствующей современному району Бхадохи, и южной частью, включающей современный район Чакия техсил района Чандаули. Эти две области составляли княжеское государство Бенарес с 1911 по 1948 год. Раджи сохраняли определенные доходы от ренты и определенные административные права на остальной территории, которую англичане управляли как Benares Division, частью Соединенных Провинций Агра и Ауд. Рамнагар был главной резиденцией раджей Бенареса.
Серьезная работа над Пуранами началась, когда под патронажем и руководством доктора Вибхути Нараяна Сингха, махараджи Бенареса, был создан Всеиндийский Фонд Каширадж, который, помимо выпуска критических изданий Пуран, также издавал журнал «Пуранам».
Редкое собрание рукописей, особенно религиозных сочинений, находится в городе Сарасвати-Бхаван. В него входит драгоценная рукопись, написанная от руки Госвами Тулсидасом. Есть также много книг, иллюстрированных в стиле могольской миниатюры, с красиво оформленными обложками.
Вьяса Каси, именем которого называют храм люди, совершающие паломничество в Каши, на протяжении веков, находится недалеко от Рамнагара. Храм мудреца Вьясы расположен здесь, напротив Каси, на противоположном берегу реки Ганга. Храм находится на расстоянии 19 км по дороге от Каши. Когда-то вся эта местность была покрыта лесом деревьев Бадари. (Бадари называется «Бел» или «бер» на хинди и «мармелад» на английском языке). Бадари-колючее кустовидное дерево, дающее маленькие кисло-сладкие плоды. Поскольку Вьяса жил среди деревьев Бадари, его также называли «Баадараяна» (человек, который двигался среди кустов бадари). Люди, которые отправляются в паломничество в Каши, не преминут посетить Вьяса Каши. Они путешествуют на лодках, которые курсируют по реке Ганга. Но как только они достигают Вьяса Каши, они очень быстро заканчивают свой тур по этому месту и возвращаются в Каши до захода солнца. Здесь никто не делает ночной привал.
Мудрец Вьяса, которому пришлось жить в этом лесу вместе со своими учениками около 2000—2500 лет назад, также называется другими именами, такими как — Веда Вьяса, Кришна Двайпаяна, Паарасарья (сын Риши Парасары) и Сатьяватея (сын матери Сатьявати). Он должен был жить там, так как был изгнан из города каши Господом Вишванатом, правящим божеством каши. Согласно популярной Пуранической истории, когда Вьяса не смог получить милостыню в Варанаси, он наложил проклятие на город. Вскоре после этого, в доме, где Парвати и Шива, приняв человеческий облик в качестве домохозяев, Вьяса был так доволен получаемой милостыней, что забыл о своем проклятии. Однако из-за плохого характера Вьясы Шива изгнал его из Варанаси. Решив остаться поблизости, Вьяса поселился на другом берегу Ганга, где до сих пор можно увидеть его храм в Рамнагаре.

## Правители
Правители государства носили титул «Махараджа Бахадур» с 1859 года.

### Заминдары
- 1737—1740: Манса Рам (? — 1740)

### Раджи
- 1740 — 19 августа 1770: Балвант Сингх (1711 — 23 августа 1770), старший сын Мансы Рама.
- 19 августа 1770 — 14 сентября 1781: Чайт Сингх (? — 29 марта 1810), старший сын предыдущего
- 14 сентября 1781 — 12 сентября 1795: Махипат Нараян Сингх (1756 — 12 сентября 1795), племянник предыдущего
- 12 сентября 1795 — 4 апреля 1835: Удит Нараян Сингх (1778 — 4 апреля 1835), старший сын предыдущего
- 4 апреля 1835 — 13 июня 1889: Ишвари Прасад Нараян Сингх (1822 — 13 июня 1889), племянник и приёмный сын предыдущего. С 11 августа 1859 году носил титул — Махараджа Бахадур. С 1 января 1877 года — сэр Ишвари Прасад Нараян Сингх.
- 13 июня 1889 — 1 апреля 1911: Прабху Нараян Сингх (26 ноября 1855 — 4 августа 1931), племянник и приёмный сын предыдущего. С 23 сентября 1889 года носил титул — Махараджа Бахадур. С 1 января 1891 года — сэр Прабху Нараян Сингх.

### Махараджа Бахадуры
- 1 апреля 1911 — 4 августа 1931: сэр Прабху Нараян Сингх (26 ноября 1855 — 4 августа 1931), племянник и приёмный сын Ишвари Прасада Нараяна Сингха.
- 4 августа 1931 — 5 апреля 1939: Адитья Нараян Сингх (17 ноября 1874 — 5 августа 1939), единственный сын предыдущего. с 3 июня 1933 года — сэр Адитья Нараян Сингх.
- 5 апреля 1939 — 15 августа 1947: Вибхути Нараян Сингх (5 ноября 1927 — 25 декабря 2000), приёмный сын предыдущего.

### Титулярные махараджи Бенареса
- 15 августа 1947 — 25 декабря 2000: Вибхути Нараян Сингх (5 ноября 1927 — 25 декабря 2000), приёмный сын Адитьи Нараяна Сингха.
- 25 декабря 2000 — настоящее время: Ананант (Авант) Нараян Сингх (род. 1963), единственный сын предыдущего.